# 织锦巴非蛤
是帘蛤目帘蛤科横帘蛤属的一种。主要分布于马来西亚、中国大陆、台湾，常栖息在浅海沙底、潮下带。